# 溴价
溴价（或叫做溴值）是衡量油品中不饱和烃含量的一个指标。100克样品所消耗的溴的克数称为溴价，而100克样品所消耗的溴的毫克数则称为溴指数。溴价或者溴指数越高，则说明样品中不饱和烃含量越高。在油品生产中，这个数值作为衡量油品安定性的重要指标。而在一些化工生产中（例如长链烷基化反应），它也可以被用来粗略估计产品的转化率。

## 原理
将不饱和烃注入到含有溴的溶液中，不饱和烃和溴会发生加成反应：

## 测量方法

### 滴定法
在酸性溶液中加入过量的溴化钾-溴酸钾溶液，Br2与一定量的不饱和烃发生加成反应。然后加入碘化钾溶液，与过量的溴反应，析出碘。最后用硫代硫酸钠标准溶液滴定至溶液呈无色。这种方法还需要再做一个没有加入不饱和烃的空白试验。
可以根据以下公式计算出溴价：
{\displaystyle BV={\frac {(V_{1}-V_{2})\times N\times 0.08}{V}}\times 100}
其中：
- BV是溴价(g/100ml)
- V1——空白试验中所耗用的硫代硫酸钠标准溶液的体积，ml
- V2——滴定样品时所耗用的硫代硫酸钠标准溶液的体积，ml
- N——硫代硫酸钠标准溶液的当量浓度
- V——加入样品的体积，ml
- 0.08——溴的毫克当量，g

### 电量法
电量法是将样品注入到配制好的含有溴的电解液中，样品中的不饱和烃和溴发生加成反应。消耗掉的溴由电解阳极发生的氧化反应进行补充。实验通过测量消耗的电量，根据法拉第电解定律可以计算出溴价或溴指数。
电解液的配制根据测定溴价或溴指数的不同而不同，但是都是使用溴化锂溶液、乙醇、苯和冰醋酸配制而成的，只是配比不大相同。
电量法测定溴价一般需要使用库伦滴定仪，或者也可以使用专门的溴价仪进行测定。
电量法测定溴价或溴指数的计算公式为：
{\displaystyle BV={\frac {Q\times 0.0828}{V\cdot d}}}
{\displaystyle BI={\frac {Q\times 82.8}{V\cdot d}}}
其中：
- BV——溴价
- BI——溴指数
- Q——分析时所消耗的电量，毫库仑
- V——注入样品的体积，微升
- d——样品的密度，g/ml
- 0.0828和82.8——常数